# Bali János (fuvolaművész)
Bali János (Budapest, 1963. január 14. –) Liszt Ferenc-díjas zeneszerző, tudós, pedagógus, karmester, furulya- és fuvolaművész.
Matematikusként végzett az Eötvös Loránd Tudományegyetemen.
Fő működési területe a reneszánsz és a kortárs zene, karmesterként és furulyásként.
Az A:N:S kórus alapítója és vezetője. Lemezei nemzetközileg elismertek.
2010-ben Liszt Ferenc-díjjal tüntették ki.
2015-től a Pázmány Péter Katolikus Egyetem docense.

## Művei
- A furulya. [2010. április 16-i dátummal az eredetiből archiválva]. (Hozzáférés: 2010. április 22.)
- Furulyaiskola 3 kötetben, a Veres Péter Gimnázium kiadásában
- A barokk díszítés iskolája furulyára. [2010. május 7-i dátummal az eredetiből archiválva]. (Hozzáférés: 2010. április 22.)
- barokk és reneszánsz kamarazenegyűjtemények az Editio Musicánál

## Lemezek karmesterként
- A bécsi klasszikus szimfónia Magyarországon (Gödöllői szimfonikus zenekar; do-la DLCD 128)
- Obrecht misék: HCD 31772, HCD 31946, HCD 32192, HCD 32319
- Agricola misék: HCD 32011, HCD 32267

## Díjak
- Soros-díj (2002)
- MTA Pedagógus kutatói pályadíj (1998)
- Liszt Ferenc-díj (2010)
- Kiváló konzulens, Miskolci Egyetem TDK (2013, 2014)
- Kiváló oktató, Miskolci Egyetem HÖK (2015)
- a Széchenyi Irodalmi és Művészeti Akadémia címzetes tagja (2020)
- Artisjus pedagógiai díj (2021)[2]